# Amherst (Virgínia)
Amherst é uma cidade  localizada no estado norte-americano de Virginia, no Condado de Amherst.

## Demografia
Segundo o censo norte-americano de 2000, a sua população era de 2251 habitantes. 
Em 2006, foi estimada uma população de 2224, um decréscimo de 27 (-1.2%).

## Geografia
De acordo com o United States Census Bureau tem uma área de 
12,9 km², dos quais 12,9 km² cobertos por terra e 0,0 km² cobertos por água. Amherst localiza-se a aproximadamente 232 m acima do nível do mar.

## Localidades na vizinhança
O diagrama seguinte representa as localidades num raio de 32 km ao redor de Amherst. 